# Steven Gregg
Steven Garrett Gregg, detto Steve (Wilmington, 3 novembre 1955 – Charleston, 11 settembre 2024) è stato un nuotatore statunitense.

## Carriera
Fortemente specializzato nella farfalla, vinse la medaglia d'argento sulla distanza dei 200m alle Olimpiadi di Montréal 1976.

## Palmarès
- Giochi olimpici estivi

Montréal 1976: argento nei 200m farfalla.
- Mondiali

Belgrado 1973: argento 200m farfalla.
Berlino 1978: argento nei 200m farfalla.
- Giochi Panamericani

Città del Messico 1975: argento nei 200m farfalla.